# Hör mig, när mitt hjärta gråter
Hör mig, när mitt hjärta gråter är en svensk psalm med tre verser skriven 1934 av Johan Gustafsson. Musiken är komponerad av Charles H. Gabriel.

## Publicerad i
- Svenska Missionsförbundets sångbok (1951) nr 205, under rubriken "Troslivet - Syndabekännelse och överlåtelse".[1]

### Fotnoter
1. 1 2   Sånger och psalmer musik och text : för enskilt och offentligt bruk. Stockholm: Missionsförb. 1951. Libris 3387612